# Carabodes radiatus
Carabodes radiatus är en kvalsterart som beskrevs av Berlese 1916. Carabodes radiatus ingår i släktet Carabodes och familjen Carabodidae. Inga underarter finns listade.